# Monasterios mendicantes en México

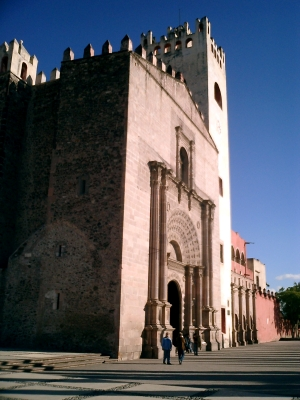
Convento de Actopan, Hidalgo.

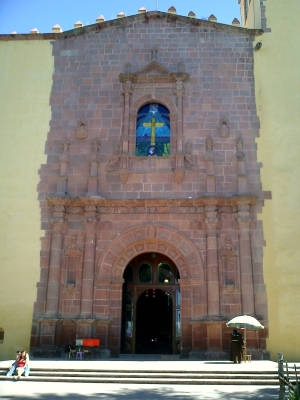
Convento de Ixmiquilpan, Hidalgo.

Los monasterios mendicantes en México fueron una de las soluciones arquitectónicas ideadas por los frailes de las órdenes mendicantes en el siglo XVI para la Evangelización en la Nueva España. La función religiosa de estas edificaciones se pensó para un número enorme de indígenas por evangelizar, aunque pronto por la política de reducción, el conjunto se convirtió en el centro social de los pueblos de indios, transmitiéndoseles los modos civiles de occidente, el castellano, diversos artes y oficios, salud, e incluso servicios fúnebres. Sus constructores se basaron en corrientes arquitectónicas ya en desuso para la época, como el románico y el gótico, y en el modelo monástico europeo -esencialmente en la Abadía de Cluny- pero añadieron elementos innovadores como la cruz atrial y la capilla abierta, además de caracterizarse por ostentar diversas corrientes decorativas y una apariencia recia como fortalezas.
Dentro de estos edificios, repartidos por el centro del actual México y con ejemplos soberbios de maestría en la arquitectura y decoración, es posible hallar un arte originado tanto en la talla de la piedra como en la decoración pictórica: el arte tequitqui o indocristiano, una suerte de estilo hecho por los indígenas que construyeron los edificios basado en los patrones europeos y dirigidos por los frailes.

## Inspiraciones ideológicas
Los frailes mendicantes expresaron en sus edificios mediante recursos arquitectónicos, escultóricos y pictóricos los deseos -basados en el milenarismo, el joaquinismo y en la Contrarreforma, expresando con influencias lejanas en tiempo y espacio la voluntad de refundación de la iglesia en el Nuevo Mundo. Encomendada la tarea de la evangelización de los indígenas mesoamericanos recién conquistados, los frailes crearon con el conjunto monasterio una suma de elementos didácticos y simbólicos, con programas iconográficos y elementos diversos que condensaron las creencias acumuladas por la experiencia mendicante en tareas semejantes en Europa, Asia y África.

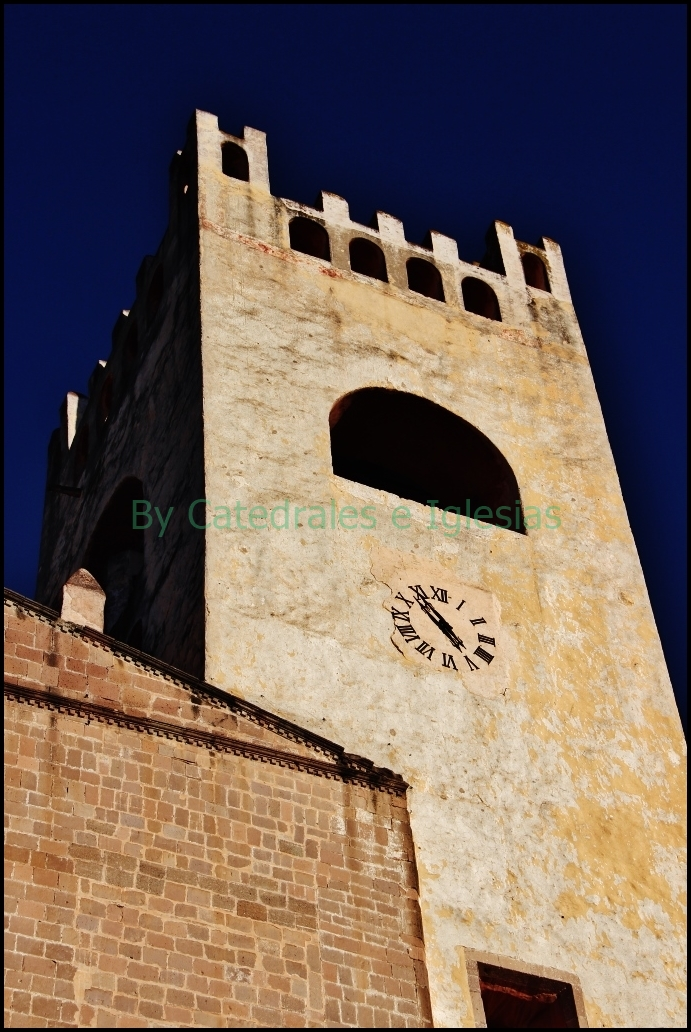
Torre con influencia románica en el Templo y exconvento de San Nicolás de Tolentino

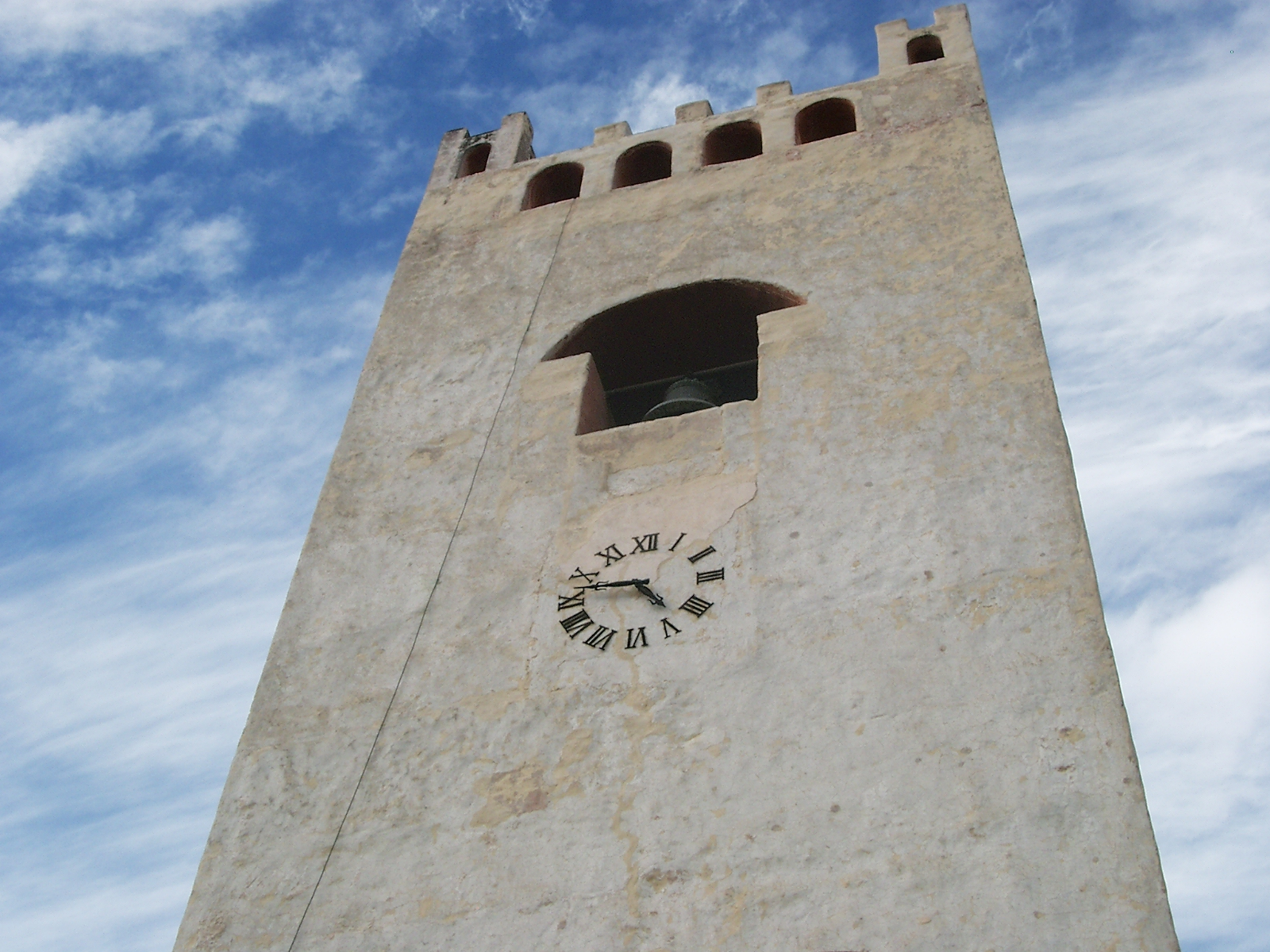
Segundo ángulo de la torre del Templo y exconvento de San Nicolás de Tolentino, Actopan, Hidalgo.

Los edificios monásticos en todos sus elementos incluyeron una carga voluntariamente medieval y apariencia antigua (arcaizante), usando sus constructores influencias usadas varios siglos antes en Europa, pero con técnicas del siglo XVI. 

### Elementos románicos
- La propia dimensión de las naves
- El grosor de los muros
- La utilización de contrafuertes, arbotantes, arcos de medio punto
- Uso de espadañas fungiendo como campanarios
- Esculturas en fachadas
- Bóvedas de cañón hechas con piedra

### Elementos góticos
- Sentido ascencional
- Bóvedas de nervadura decorativas más que funcionales o sustentantes
- Rosetones de piedra, del cual se conserva uno íntegro en Yecapixtla, Morelos.
- Arcos ojivales
- Arcos rebajados tipo carpanel en los claustros, principalmente.

### Elementos mudéjares
- Decoración con yeserías
- Uso de alfarjes
- Espacios con arcadas como en la capilla de San Pedro Cholula

Los edificios mendicantes del siglo XVI tienen una distribución semejante en sus elementos básicos a los monasterios europeos, así como en su decoración y características constructivas al ser edificados bajo la dirección de los propios frailes con manuales del Viejo Mundo. Sus constructores guardaron simetrías y medidas que imitaban de forma arcaizante el esquema de monasterio benedictino europeo del siglo IV, los cuales tuvieron la misma estereotomía de inspiración bélica, con muros y contrafuertes gruesos, altura significativa con sentido ascensional y almenados, entre otros elementos, semejantes a los europeos que constituyeron reductos militares contra moros o sarracenos. 
Temáticamente, en los conventos y monasterios mendicantes de México, igual que los de todo el mundo occidental tratan de representar y exponer a sus asistentes primeramente la idea de un Paraíso y en segundo lugar de la Iglesia Católica de manera metafórica: las edificaciones simbolizan un lugar de suprema belleza y perfección geométrica en un mundo de pecado y penuria.
Temáticamente, en los conventos y monasterios mendicantes de México, igual que los de todo el mundo occidental tratan de representar y exponer a sus asistentes primeramente la idea de un Paraíso y en segundo lugar de la Iglesia Católica de manera metafórica: las edificaciones simbolizan un lugar de suprema belleza y perfección geométrica en un mundo de pecado y penuria. El propósito principal fue siempre el resaltar la mayor promesa de la religión católica que es el de un Paraíso de gloria eterno para aquellos que sean justos: esto serviría para ayudar a mantener la fe de los creyentes y para presentar esta promesa a los no creyentes y promover su conversión.

## Estructura arquitectónica

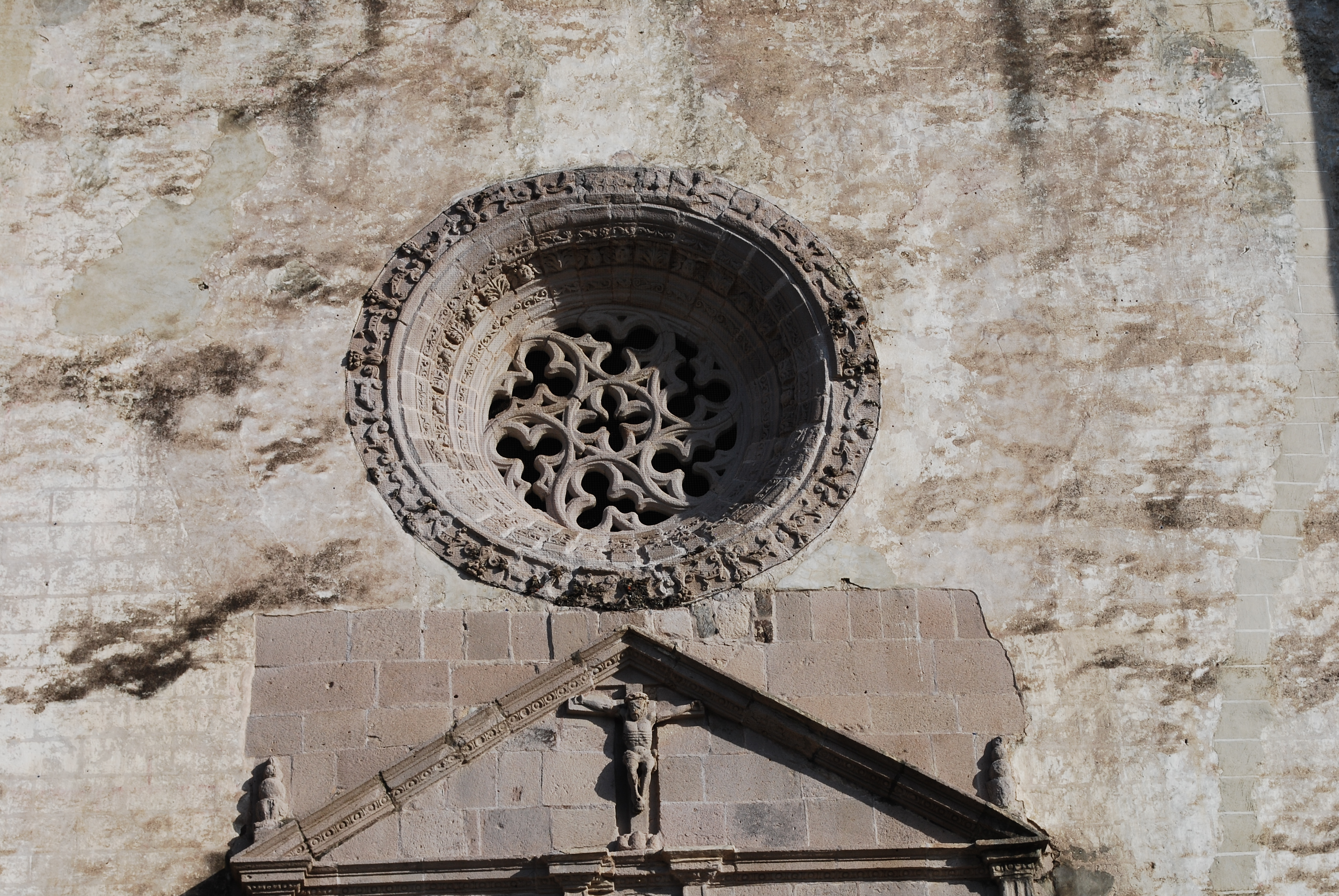
Rosetón en Yecapixtla, Morelos.

La construcción y disposición de los edificios se realizó con la intención de volver a la Iglesia primitiva, con soluciones y espacios pensados para guardar la regula de San Benito de Nursia.

### Atrio
El atrio (del latín atrium) fue una solución única en Nueva España como característica ideada por los frailes al ser ocupadas como explanadas masivas para la celebración de la misa, aunque con el paso del tiempo como mostró Fray Diego de Valadés en su Rethorica Cristiana, el atrio se convirtió en el espacio principal de la vida social de los indígenas al ser el espacio principal de reproducción de la civilización occidental. Ahí se enseñaban artes y oficios europeos, lengua española así como preceptos religiosos y civiles.
La función primordial del atrio fue la de realizar todo tipo de celebraciones religiosas además de la misa, como procesiones y representaciones teatrales de las que gustaron los indígenas (teatro edificante) como forma didáctica de enseñanza. Los pueblos indígenas aceptaron la realización de las ceremonias multitudinarias al aire libre dado que en Mesoamérica fue una práctica usual.

#### Cruz atrial

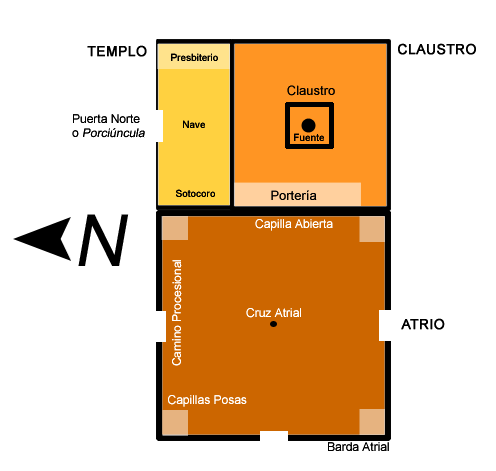
Esquema de las partes de un conjunto-monasterio del en la Nueva España. La orientación de los edificios siempre fue con el altar apuntando hacia el oriente.

En el punto central del atrio y como lugar simbólico y geográfico de la fundación del pueblo se colocaba una cruz de piedra sobre una peana. Los elementos contenidos en ella fueron atributos de la Pasión de Cristo.

#### Barda atrial
El espacio atrial fue delimitado por una barda atrial, la cual coincidió también como reminiscencia de los coatepantlis de los centros ceremoniales de los pueblos mesoamericanos. Fue decorada por lo general con almenados y remates finamente decorados. Sólo en el caso del atrio de Molango, Hidalgo , se colocó una espadaña exenta del templo en la barda atrial.

#### Camino procesional
Uno de los recursos más recurrentes fueron las procesiones multitudinarias. Su recorrido fue delimitado en el perímetro de la barda atrial con arbustos, pequeños muros o árboles.

#### Capillas posas
En los cuatro extremos del atrio fueron construidas cuatro capillas -un rasgo original de la Nueva España- abovedadas y decoradas y que tenían como función posar o descansar al Santísimo Sacramento en las procesiones hechas después de la misa. Estas fueron asignadas al cuidado de cada uno de los barrios de los pueblos, por lo que han sido llamadas también de comunidad o de indios. Son singularmente hermosas las de Huejotzingo y Calpan en Puebla.

### Templo
En muchas poblaciones del actual México subsisten templos del siglo XVI con características arquitectónicas identificables y elevándose por su altura sobre las poblaciones en las que se asientan, dado que muchos de ellos fueron construidos sobre teocallis mesoamericanos (como en Texcoco, Tlaxcala, Huejotzingo, Cholula, Tula y Huexotla) con el fin de "desintegrar más el viejo modo de vida y sustituir un culto sobre el otro". Es notable en todos los monasterios erguirse inexpugnables en poblaciones que actualmente cuentan con pocos habitantes, pero que hace siglos fueron importantes centros de población; dicho efecto fue logrado con el sentido ascensional de sus muros y el grosor de los mismos, así como el uso de arbotantes, contrafuertes y una planta originalmente de nave rasa.

#### Nave
Aunque muchos monasterios han sido modificados añadiéndoles campanarios, naves laterales o plantas de cruz latina, la mayoría fueron construidos con una sola nave rectangular, ligeramente trapezoidal en el ábside, con un techado de palma o artesonado de madera, el cual fue sustituido por bóvedas de piedra de cañón corrido ornamentadas con nervaduras adosadas (góticas, sin alguna función estructural y voluntariamente arcaizantes).

## Monasterios por estado

### Estado de México
- Templo y antiguo monasterio de San Agustín (Acolman), Acolman (agustino)
- Parroquia y Antiguo Convento de la Asunción de María (Amecameca), Amecameca (dominico)

### Hidalgo
- Templo y exconvento de San Nicolás de Tolentino, Actopan  (agustino)
- Templo y exconvento de San Miguel Arcángel, Ixmiquilpan (agustino)
- Tepeapulco (franciscano)

### Michoacán
- Convento de Santa Ana de Tzintzuntzan
- Convento de San Miguel Arcángel (Charo Michoacán)

### Morelos
- Yecapixtla
- Catedral de Cuernavaca
- Ocuituco
- Tepoztlán
- Tetela del Volcán (franciscano)
- Oaxtepec (franciscano)
- Atlatlahucan
- Jiutepec
- Ocotepec
- Yautepec
- Hueyapan
- Tlatizapan
- Tlaquitenango
- Tlayacapan
- Totolapan
- Tlanepantla
- Pazulco
- Jonacatepec
- Zacualpan
- Jantetelco
- Jumiltepec

### Oaxaca
Dominicos:
- Achiutla
- Coixtlahuaca
- Cuilapan
- Coatlan
- Etla
- Ixtepexi
- Nejapa de Madero
- Ocotlán
- Tonalá
- Tamazulapa
- Teposcolula
- Tecomaxtlahuaca
- Tlaxiaco
- Totontepec
- Yanhuitlán

### Puebla
- Huejotzingo
- Calpan
- Cholula
- Molango
- Huauchinango

### Querétaro
- Misiones franciscanas de la Sierra Gorda de Querétaro:
  - Santiago de Jalpan
  - Tancoyol
  - Santa María del Agua de Landa

### Tlaxcala
- Tlaxcala
- Atlihuetzia
- Calpulalpan
- Chiautempan
- Tepeyanco
- San Juan Totolac
- Atlangatepec
- Ixtacuixtla

## Estudios contemporáneos
La historiografía sobre el tema -siendo el historiador del arte Manuel Toussaint el primero en denominarlo así- los ha llamado "conventos-fortaleza", debido a la reciedumbre y elementos de inspiración militar con los que fueron construidos; dado que la defensa militar contra ataques por tierra era una consideración muy importante en aquellas épocas. El principal estudioso de estos edificios, George Kubler, señaló en su Arquitectura mexicana del siglo XVI la inutilidad militar en caso de un posible ataque indígena, el cual ocurrió en Xilitla, San Luis Potosí, en 1548.
Por su parte, el historiador Arturo Schroeder Cordero resaltó su importancia frente a otras soluciones arquitectónicas más modernas como los rascacielos a las que consideraba como más avanzadas pero con un diseño claramente más enfocado a la funcionalidad que a la estética.